# Großer Preis von Kanada 1974
Der Große Preis von Kanada 1974 (offiziell XIV Canadian Grand Prix) fand am 22. September auf dem Mosport Park in Bowmanville statt und war das 14. Rennen der Automobil-Weltmeisterschaft 1974.

## Berichte

### Hintergrund
Vor den beiden finalen WM-Läufen auf dem nordamerikanischen Kontinent hatten mit Clay Regazzoni, Emerson Fittipaldi, Jody Scheckter und Niki Lauda noch vier Piloten Chancen auf den Gewinn der Fahrer-Weltmeisterschaft.
Einige der kleineren Privatteams hatten die Reise über den Atlantik nicht angetreten und ließen die beiden letzten Saisonrennen aus. Stattdessen wurde das Feld mit zwei neuen US-amerikanischen Formel-1-Teilnehmern aufgestockt. Roger Penske engagierte sich mit dem Penske PC1 erstmals in der Formel 1. Als Fahrer verpflichtete er Mark Donohue, der zuvor lediglich bei zwei GPs in der Saison 1971 als Gaststarter gemeldet gewesen war. Parnelli Jones hingegen verpflichtete mit Mario Andretti einen Routinier, der im Parnelli VPJ4 sein Formel-1-Comeback bestritt. Zudem nahmen Ian Ashley und Eppie Wietzes als Gaststarter in zwei privaten Brabham BT42 am Rennwochenende teil.
Bei B.R.M. hatte man sich von Henri Pescarolo und François Migault getrennt und stattdessen Chris Amon als zweiten Werksfahrer neben Stammpilot Jean-Pierre Beltoise für das Saisonende verpflichtet. In ähnlicher Weise hatte man sich bei McLaren für Jochen Mass anstelle von David Hobbs als Besetzung für den dritten Werkswagen entschieden. Helmut Koinigg erhielt für die Finalrennen einen Werksvertrag im Team Surtees.

### Training
Fittipaldi verhinderte durch seine Trainingsbestzeit, dass Lauda zum siebten Mal in Folge die Pole-Position erreichte. Er unterbot die während des dritten Qualifikationstrainings aufgestellte Bestzeit des Österreichers im vierten Zeittraining um rund vier Hundertstelsekunden und verdrängte ihn somit auf den zweiten Startplatz.
Mit Scheckter befand sich der dritte der vier Titelkandidaten auf dem dritten Startplatz. Der vierte Kontrahent, Regazzoni, musste sich mit dem sechsten Startplatz hinter dem Brabham von Carlos Reutemann und Shadow-Pilot Jean-Pierre Jarier begnügen. Es folgten der zweite Tyrrell von Patrick Depailler, Hesketh-Pilot James Hunt, Brabham-Werksfahrer Carlos Pace und Ronnie Peterson auf Lotus.

### Rennen
Lauda ging zunächst vor Fittipaldi, Regazzoni und Scheckter in Führung. Somit belegten die vier Titelkontrahenten zu Beginn des Rennens die ersten vier Plätze. Scheckter überholte Regazzoni in der dritten Runde. Diese Reihenfolge blieb während der ersten Hälfte des Rennens konstant. Wäre dies bis zum Ende so geblieben, so wären Fittipaldi, Scheckter und Regazzoni punktgleich mit jeweils 49 Zählern zum Finale zwei Wochen später in Watkins Glen angereist. In Runde 49 schied jedoch Scheckter wegen eines durch einen Bremsdefekt ausgelösten Unfalls aus. Der dadurch erneut drittplatzierte Regazzoni hatte somit die Chance, seine Führung in der WM-Wertung knapp zu verteidigen.
Die Reihenfolge der ersten drei änderte sich danach erst in der 70. Runde, indem der Führende Lauda nach dem Überfahren von Trümmerteilen verunfallte. Fittipaldi gelangte dadurch in die Spitzenposition, die er fortan bis ins Ziel hielt, wodurch er den im Rennen zweitplatzierten und dadurch punktgleichen Regazzoni in der WM-Tabelle aufgrund seiner höheren Anzahl an Saisonsiegen ebenfalls auf den zweiten Rang verwies.
Während der Fokus auf den Ergebnissen der WM-Favoriten lag, fuhr Peterson relativ unbeachtet ein starkes Rennen, das ihn vom zehnten Startplatz bis auf den dritten Rang nach vorn brachte. Am Ende kreuzte er die Ziellinie nur wenige Zehntelsekunden nach Regazzoni und vor Hunt.
Depailler wurde Fünfter und Denis Hulme erzielte als Sechster den letzten WM-Punkt seiner Formel-1-Karriere.

## Meldeliste
| Team                            | Nr. | Fahrer               | Chassis           | Motor                    | Reifen |
| ------------------------------- | --- | -------------------- | ----------------- | ------------------------ | ------ |
| John Player Team Lotus          | 01  | Ronnie Peterson      | Lotus 72E         | Ford Cosworth DFV 3.0 V8 | G      |
| John Player Team Lotus          | 02  | Jacky Ickx           | Lotus 72E         | Ford Cosworth DFV 3.0 V8 | G      |
| Elf Team Tyrrell                | 03  | Jody Scheckter       | Tyrrell 007       | Ford Cosworth DFV 3.0 V8 | G      |
| Elf Team Tyrrell                | 04  | Patrick Depailler    | Tyrrell 007       | Ford Cosworth DFV 3.0 V8 | G      |
| Marlboro Team Texaco            | 05  | Emerson Fittipaldi   | McLaren M23       | Ford Cosworth DFV 3.0 V8 | G      |
| Marlboro Team Texaco            | 06  | Denis Hulme          | McLaren M23       | Ford Cosworth DFV 3.0 V8 | G      |
| Yardley Team McLaren            | 33  | Jochen Mass          | McLaren M23       | Ford Cosworth DFV 3.0 V8 | G      |
| Motor Racing Developments       | 07  | Carlos Reutemann     | Brabham BT44      | Ford Cosworth DFV 3.0 V8 | G      |
| Motor Racing Developments       | 08  | Carlos Pace          | Brabham BT44      | Ford Cosworth DFV 3.0 V8 | G      |
| March Engineering               | 09  | Hans-Joachim Stuck   | March 741         | Ford Cosworth DFV 3.0 V8 | G      |
| March Engineering               | 10  | Vittorio Brambilla   | March 741         | Ford Cosworth DFV 3.0 V8 | G      |
| Scuderia Ferrari SpA SEFAC      | 11  | Clay Regazzoni       | Ferrari 312B3     | Ferrari 001/11 3.0 F12   | G      |
| Scuderia Ferrari SpA SEFAC      | 12  | Niki Lauda           | Ferrari 312B3     | Ferrari 001/11 3.0 F12   | G      |
| Team Motul B.R.M.               | 14  | Jean-Pierre Beltoise | BRM P201          | BRM P200 3.0 V12         | F      |
| Team Motul B.R.M.               | 15  | Chris Amon           | BRM P201          | BRM P200 3.0 V12         | F      |
| UOP Shadow Racing Team          | 16  | Tom Pryce            | Shadow DN3        | Ford Cosworth DFV 3.0 V8 | G      |
| UOP Shadow Racing Team          | 17  | Jean-Pierre Jarier   | Shadow DN3        | Ford Cosworth DFV 3.0 V8 | G      |
| Team Surtees                    | 18  | Derek Bell           | Surtees TS16      | Ford Cosworth DFV 3.0 V8 | F      |
| Team Surtees                    | 19  | Helmut Koinigg       | Surtees TS16      | Ford Cosworth DFV 3.0 V8 | F      |
| Frank Williams Racing Cars      | 20  | Arturo Merzario      | Iso-Marlboro FW03 | Ford Cosworth DFV 3.0 V8 | F      |
| Frank Williams Racing Cars      | 21  | Jacques Laffite      | Iso-Marlboro FW02 | Ford Cosworth DFV 3.0 V8 | F      |
| Team Ensign                     | 22  | Mike Wilds           | Ensign N174       | Ford Cosworth DFV 3.0 V8 | F      |
| Hesketh Racing                  | 24  | James Hunt           | Hesketh 308       | Ford Cosworth DFV 3.0 V8 | G      |
| Embassy Racing with Graham Hill | 26  | Graham Hill          | Lola T370         | Ford Cosworth DFV 3.0 V8 | F      |
| Embassy Racing with Graham Hill | 27  | Rolf Stommelen       | Lola T370         | Ford Cosworth DFV 3.0 V8 | F      |
| John Goldie Racing with Hexagon | 28  | John Watson          | Brabham BT44      | Ford Cosworth DFV 3.0 V8 | F      |
| Chequered Flag                  | 42  | Ian Ashley           | Brabham BT42      | Ford Cosworth DFV 3.0 V8 | G      |
| Team Canada F1 Racing           | 50  | Eppie Wietzes        | Brabham BT42      | Ford Cosworth DFV 3.0 V8 | G      |
| Vel’s Parnelli Jones Racing     | 55  | Mario Andretti       | Parnelli VPJ4     | Ford Cosworth DFV 3.0 V8 | F      |
| Penske Cars                     | 66  | Mark Donohue         | Penske PC1        | Ford Cosworth DFV 3.0 V8 | G      |

## Klassifikationen

### Startaufstellung
| Pos. | Fahrer               | Konstrukteur  | Zeit     | Ø-Geschwindigkeit | Start |
| ---- | -------------------- | ------------- | -------- | ----------------- | ----- |
| 01   | Emerson Fittipaldi   | McLaren-Ford  | 1:13,188 | 194,589 km/h      | 01    |
| 02   | Niki Lauda           | Ferrari       | 1:13,230 | 194,478 km/h      | 02    |
| 03   | Jody Scheckter       | Tyrrell-Ford  | 1:13,302 | 194,287 km/h      | 03    |
| 04   | Carlos Reutemann     | Brabham-Ford  | 1:13,482 | 193,811 km/h      | 04    |
| 05   | Jean-Pierre Jarier   | Shadow-Ford   | 1:13,538 | 193,663 km/h      | 05    |
| 06   | Clay Regazzoni       | Ferrari       | 1:13,553 | 193,624 km/h      | 06    |
| 07   | Patrick Depailler    | Tyrrell-Ford  | 1:13,634 | 193,411 km/h      | 07    |
| 08   | James Hunt           | Hesketh-Ford  | 1:13,736 | 193,143 km/h      | 08    |
| 09   | Carlos Pace          | Brabham-Ford  | 1:14,100 | 192,194 km/h      | 09    |
| 10   | Ronnie Peterson      | Lotus-Ford    | 1:14,340 | 191,574 km/h      | 10    |
| 11   | Rolf Stommelen       | Lola-Ford     | 1:14,449 | 191,293 km/h      | 11    |
| 12   | Jochen Mass          | McLaren-Ford  | 1:14,486 | 191,198 km/h      | 12    |
| 13   | Tom Pryce            | Shadow-Ford   | 1:14,631 | 190,827 km/h      | 13    |
| 14   | Denis Hulme          | McLaren-Ford  | 1:14,754 | 190,513 km/h      | 14    |
| 15   | John Watson          | Brabham-Ford  | 1:14,757 | 190,505 km/h      | 15    |
| 16   | Mario Andretti       | Parnelli-Ford | 1:14,923 | 190,083 km/h      | 16    |
| 17   | Jean-Pierre Beltoise | B.R.M.        | 1:15,021 | 189,835 km/h      | 17    |
| 18   | Jacques Laffite      | Iso-Ford      | 1:15,218 | 189,338 km/h      | 18    |
| 19   | Arturo Merzario      | Iso-Ford      | 1:15,337 | 189,039 km/h      | 19    |
| 20   | Graham Hill          | Lola-Ford     | 1:15,538 | 188,536 km/h      | 20    |
| 21   | Jacky Ickx           | Lotus-Ford    | 1:15,661 | 188,229 km/h      | 21    |
| 22   | Helmut Koinigg       | Surtees-Ford  | 1:15,668 | 188,212 km/h      | 22    |
| 23   | Hans-Joachim Stuck   | March-Ford    | 1:15,709 | 188,110 km/h      | 23    |
| 24   | Mark Donohue         | Penske-Ford   | 1:15,731 | 188,055 km/h      | 24    |
| 25   | Chris Amon           | B.R.M.        | 1:15,815 | 187,847 km/h      | 25    |
| 26   | Eppie Wietzes        | Brabham-Ford  | 1:16,311 | 186,626 km/h      | 26    |
| DNQ  | Derek Bell           | Surtees-Ford  | 1:16,600 | 185,922 km/h      | –     |
| DNQ  | Mike Wilds           | Ensign-Ford   | 1:16,822 | 185,384 km/h      | –     |
| DNQ  | Vittorio Brambilla   | March-Ford    | 1:17,216 | 184,438 km/h      | –     |
| DNQ  | Ian Ashley           | Brabham-Ford  | 1:17,305 | 184,226 km/h      | –     |

### Rennen
| Pos. | Fahrer               | Konstrukteur  | Runden | Stopps | Zeit        | Start | Schnellste Runde |
| ---- | -------------------- | ------------- | ------ | ------ | ----------- | ----- | ---------------- |
| 01   | Emerson Fittipaldi   | McLaren-Ford  | 80     | 0      | 1:40:26,136 | 01    | 1:13,807         |
| 02   | Clay Regazzoni       | Ferrari       | 80     | 0      | + 13,034    | 06    | 1:14,134         |
| 03   | Ronnie Peterson      | Lotus-Ford    | 80     | 0      | + 14,494    | 10    | 1:14,040         |
| 04   | James Hunt           | Hesketh-Ford  | 80     | 0      | + 15,669    | 08    | 1:13,984         |
| 05   | Patrick Depailler    | Tyrrell-Ford  | 80     | 0      | + 55,322    | 07    | 1:14,267         |
| 06   | Denis Hulme          | McLaren-Ford  | 79     | 0      | + 1 Runde   | 14    | 1:14,471         |
| 07   | Mario Andretti       | Parnelli-Ford | 79     | 0      | + 1 Runde   | 16    | 1:14,315         |
| 08   | Carlos Pace          | Brabham-Ford  | 79     | 1      | + 1 Runde   | 09    | 1:14,173         |
| 09   | Carlos Reutemann     | Brabham-Ford  | 79     | 0      | + 1 Runde   | 04    | 1:14,147         |
| 10   | Helmut Koinigg       | Surtees-Ford  | 78     | 0      | + 2 Runden  | 22    | 1:15,882         |
| 11   | Rolf Stommelen       | Lola-Ford     | 78     | 0      | + 2 Runden  | 11    | 1:15,573         |
| 12   | Mark Donohue         | Penske-Ford   | 78     | 0      | + 2 Runden  | 24    | 1:15,067         |
| 13   | Jacky Ickx           | Lotus-Ford    | 78     | 0      | + 2 Runden  | 21    | 1:15,493         |
| 14   | Graham Hill          | Lola-Ford     | 77     | 0      | + 3 Runden  | 20    | 1:16,449         |
| 15   | Jacques Laffite      | Iso-Ford      | 74     | 0      | DNF         | 18    | 1:15,867         |
| 16   | Jochen Mass          | McLaren-Ford  | 72     | 1      | + 8 Runden  | 12    | 1:14,772         |
| –    | Chris Amon           | B.R.M.        | 70     | 0      | NC          | 25    | 1:18,757         |
| –    | Niki Lauda           | Ferrari       | 69     | 0      | DNF         | 02    | 1:13,659 (60.)   |
| –    | Tom Pryce            | Shadow-Ford   | 65     | 0      | DNF         | 13    | 1:14,667         |
| –    | John Watson          | Brabham-Ford  | 61     | 0      | DNF         | 15    | 1:15,506         |
| –    | Jean-Pierre Beltoise | B.R.M.        | 60     | 0      | NC          | 17    | 1:17,163         |
| –    | Jody Scheckter       | Tyrrell-Ford  | 48     | 0      | DNF         | 03    | 1:14,122         |
| –    | Jean-Pierre Jarier   | Shadow-Ford   | 46     | 0      | DNF         | 05    | 1:14,763         |
| –    | Arturo Merzario      | Iso-Ford      | 40     | 0      | DNF         | 19    | 1:16,230         |
| –    | Eppie Wietzes        | Brabham-Ford  | 33     | 0      | DNF         | 26    | 1:17,914         |
| –    | Hans-Joachim Stuck   | March-Ford    | 12     | 0      | DNF         | 23    | 1:18,085         |

## WM-Stände nach dem Rennen
Die ersten sechs des Rennens bekamen 9, 6, 4, 3, 2 bzw. 1 Punkt(e). In der Konstrukteurswertung zählten nur die Punkte des bestplatzierten Fahrers eines Teams. Es zählten nur die besten sieben Ergebnisse aus den ersten acht Rennen und die besten sechs aus den letzten sieben Rennen. Streichresultate sind in Klammern gesetzt.

### Fahrerwertung
| Pos. | Fahrer               | Konstrukteur                | Punkte |
| ---- | -------------------- | --------------------------- | ------ |
| 01   | Emerson Fittipaldi   | McLaren-Ford                | 52     |
| 02   | Clay Regazzoni       | Ferrari                     | 52     |
| 03   | Jody Scheckter       | Tyrrell-Ford                | 45     |
| 04   | Niki Lauda           | Ferrari                     | 38     |
| 05   | Ronnie Peterson      | Lotus-Ford                  | 35     |
| 06   | Carlos Reutemann     | Brabham-Ford                | 23     |
| 07   | Denis Hulme          | McLaren-Ford                | 20     |
| 08   | Patrick Depailler    | Tyrrell-Ford                | 13     |
| 09   | Jacky Ickx           | Lotus-Ford                  | 12     |
| 10   | Mike Hailwood        | McLaren-Ford                | 12     |
| 11   | James Hunt           | March-Ford / Hesketh-Ford   | 11     |
| 12   | Jean-Pierre Beltoise | B.R.M.                      | 10     |
| 13   | Jean-Pierre Jarier   | Shadow-Ford                 | 6      |
| 14   | Carlos Pace          | Surtees-Ford / Brabham-Ford | 5      |
| 15   | Hans-Joachim Stuck   | March-Ford                  | 5      |
| 16   | Arturo Merzario      | Iso-Ford                    | 4      |
| 17   | John Watson          | Brabham-Ford                | 4      |
| 18   | Graham Hill          | Lola-Ford                   | 1      |
| 19   | Tom Pryce            | Token-Ford / Shadow-Ford    | 1      |
| 20   | Vittorio Brambilla   | March-Ford                  | 1      |
| 21   | Guy Edwards          | Lola-Ford                   | 0      |
| 22   | David Hobbs          | McLaren-Ford                | 0      |
| 23   | Brian Redman         | Shadow-Ford                 | 0      |
| 24   | Mario Andretti       | Parnelli-Ford               | 0      |
| 25   | Howden Ganley        | March-Ford                  | 0      |
| 26   | Tom Belsø            | Iso-Ford                    | 0      |
| 27   | Rikky von Opel       | Brabham-Ford                | 0      |

| Pos. | Fahrer           | Konstrukteur | Punkte |
| ---- | ---------------- | ------------ | ------ |
| 28   | Henri Pescarolo  | B.R.M.       | 0      |
| 29   | Dieter Quester   | Surtees-Ford | 0      |
| 30   | Tim Schenken     | Trojan-Ford  | 0      |
| 32   | Helmut Koinigg   | Surtees-Ford | 0      |
| 33   | Rolf Stommelen   | Lola-Ford    | 0      |
| 31   | Derek Bell       | Surtees-Ford | 0      |
| 31   | Mark Donohue     | Penske-Ford  | 0      |
| 34   | Ian Scheckter    | Lotus-Ford   | 0      |
| 35   | Jochen Mass      | Surtees-Ford | 0      |
| 36   | Eddie Keizan     | Tyrrell-Ford | 0      |
| 37   | Gijs van Lennep  | Iso-Ford     | 0      |
| 38   | François Migault | B.R.M.       | 0      |
| 39   | Ian Ashley       | Token-Ford   | 0      |
| 40   | Richard Robarts  | Brabham-Ford | 0      |
| 41   | Vern Schuppan    | Ensign-Ford  | 0      |
| 42   | Jacques Laffite  | Iso-Ford     | 0      |
| 43   | Teddy Pilette    | Brabham-Ford | 0      |
| 44   | Dave Charlton    | McLaren-Ford | 0      |
| 45   | Peter Revson †   | Shadow-Ford  | 0      |
| 46   | Paddy Driver     | Lotus-Ford   | 0      |
| –    | Chris Amon       | Amon-Ford    | 0      |
| –    | Gérard Larrousse | Brabham-Ford | 0      |
| –    | Reine Wisell     | March-Ford   | 0      |
| –    | Leo Kinnunen     | Surtees-Ford | 0      |
| –    | Bertil Roos      | Shadow-Ford  | 0      |
| –    | Peter Gethin     | Lola-Ford    | 0      |
| –    | Eppie Wietzes    | Brabham-Ford | 0      |

### Konstrukteurswertung
| Pos. | Konstrukteur | Punkte  |
| ---- | ------------ | ------- |
| 01   | McLaren-Ford | 70 (72) |
| 02   | Ferrari      | 65      |
| 03   | Tyrrell-Ford | 51      |
| 04   | Lotus-Ford   | 42      |
| 05   | Brabham-Ford | 26      |
| 06   | Hesketh-Ford | 11      |
| 07   | B.R.M.       | 10      |
| 08   | Shadow-Ford  | 7       |
| 09   | March-Ford   | 6       |

| Pos. | Konstrukteur  | Punkte |
| ---- | ------------- | ------ |
| 10   | Iso-Ford      | 4      |
| 11   | Surtees-Ford  | 3      |
| 12   | Lola-Ford     | 1      |
| 13   | Parnelli-Ford | 0      |
| 14   | Trojan-Ford   | 0      |
| 15   | Penske-Ford   | 0      |
| 16   | Ensign-Ford   | 0      |
| 17   | Token-Ford    | 0      |
| –    | Amon-Ford     | 0      |